# Сарытерек (Восточно-Казахстанская область)
Сарытерек (каз. Сарытерек) — упразднённое село в Урджарском районе Восточно-Казахстанской области Казахстана. Входило в состав Каракольского сельского округа. Упразднено в 2019 г. Код КАТО — 636467500.

## Население
В 1999 году население села составляло 212 человек (115 мужчин и 97 женщин). По данным переписи 2009 года, в селе проживало 149 человек (80 мужчин и 69 женщин).